# Porcelain War
Pour plus de détails, voir Fiche technique et Distribution.
Porcelain War est un film américain réalisé par Brendan Bellomo et Slava Leontyev, sorti en 2024.

## Synopsis
Le film suit Slava Leontyev, Anya Stasenko et Andrey Stefanov pendant la guerre russo-ukrainienne. Tous s'engagent dans la défense ukrainienne et Slava travaille comme formateur au maniement des armes. Alors que la guerre se poursuit, Slava et Anya poursuivent leur activité artistique et créent des figurines en porcelaine.

## Fiche technique
- Titre : Porcelain War
- Réalisation : Brendan Bellomo et Slava Leontyev
- Scénario : Aniela Sidorska, Brendan Bellomo, Paula DuPré Pesmen et Slava Leontyev
- Photographie : Andrey Stefanov
- Montage : Brendan Bellomo, Kelly Cameron et Aniela Sidorska
- Production : Olivia Ahnemann, Paula DuPré Pesmen, Camilla Mazzaferro et Aniela Sidorska
- Société de production : Songbird Studios et Imaginary Lane
- Société de distribution : Picturehouse (États-Unis)
- Pays :  États-Unis,  Ukraine et  Australie
- Genre : Documentaire
- Durée : 87 minutes
- Dates de sortie : 
  -  États-Unis : 22 novembre 2024

## Distinctions
Le film a été nommé à l'Oscar du meilleur film documentaire.